# Lahlou
Lahlou (en arabe : الحلو) est un patronyme désignant l'une des plus grandes familles marocaines de l'ancienne médina de Fès, elle est considérée, à côté d'autres familles anciennes de Fès[réf. non conforme], comme la première élite du Maroc. On dénombre des branches de la famille principalement aujourd'hui à Casablanca ou Rabat tels que les Lahlou Mimi, Lahlou Amine ou Lahlou Nabil. Cependant certaines rares branches de la famille peuvent être retrouvées en Espagne comme les Lahlou Torres ou même en Algérie, en Tunisie, en Corse, en Italie, au Portugal, en Syrie, au Liban, en Argentine, en Israël et aux États Unis.

## Origines de la famille
- Les Lahlou :

Famille de souche berbère appartenant à la dynastie Wattassides. Rangés parmi les Berbères Zénata, de la branche des Beni Merine, ils seraient selon une autre version fournie par l'historiographe Adelouahab Benmansour, issus du clan sanhajien des Lemtouna, de la descendance du grand chef Almoravide Youssef Ibn Tachfin. À l'avènement des Almohades, un de leurs ancêtres aurait rejoint les Mérinides dans le Zab (sud algérien et tunisien). Le vizir Yahya ben Yahya Wattassi aurait atteint un tel pouvoir que le sultan mérinide Abd-el-Haqq Merini le fit emprisonné et assassina toute sa famille sauf les deux frères du vizir, Mohamed Lahlou et Mohamed Cheïkh, qui s'enfuirent dans le désert. Lorsque ce dernier fonde la dynastie des Wattasides, il appela son frère pour prendre les fonctions de vizir ; c'est d'ailleurs lui l'ancêtre éponyme de la famille Lahlou. Famille originaire d'Andalousie, de Cordoue, leurs ancêtres de confession juive se sont convertis de force à l'islam durant l'invasion musulmane de l’Espagne ; l'on dénombre par ailleurs deux petites branches de cette famille[Où ?], l'une de confession chrétienne et l'autre juive, vivant principalement en Israël mais il existe cependant des branches de cette famille, Lahlou Mimi, Lahlou Kitane, Lahlou Torrès.... Les Al Lahlou Chorfas Oudghiri et beaucoup d'autres parfois peu connus.

### Origine andalouse
Une des origines les plus probables est l'arrivée des Lahlou depuis l'Andalousie, de Cordoue ou Séville et Portugal plus précisément, leurs ancêtres de confession chrétienne ou juive se sont convertis à l'islam durant la conquête musulmane de l'Espagne, on dénombre par ailleurs deux petites branches de cette famille, l'une de confession chrétienne vivant en Espagne et l'autre juive, vivant principalement en Israël. Les Lahlou se seraient installés à Fès au cours du XVe siècle après la fin de la Reconquista.

### Origine arabe
Une des origines "légendaires" souvent prônée par les Lahlou est une origine datant du VIIe siècle  à Médine en Arabie. Le fondateur de la famille était un muezzin faisant partie de la tribu d'Ibn Al-Marara (en arabe : ابن المرارة) pouvant être traduit comme enfant de l'amertume. Séduit par sa voix douce le prophète Mahomet l'interpella et en apprenant le nom de sa tribu le renomma Lahlou fils de Lahlou jusqu'au jugement dernier (en arabe : "حلو ابن حلو حتى يوم القيامة"), le terme Lahlou veut dire "sucré" ou "doux" en arabe et s'oppose au nom de la tribu. Bien que cette origine soit fortement mise en question, elle peut néanmoins témoigner d'une origine possible de cette famille en Arabie

## Histoire de la famille Lahlou

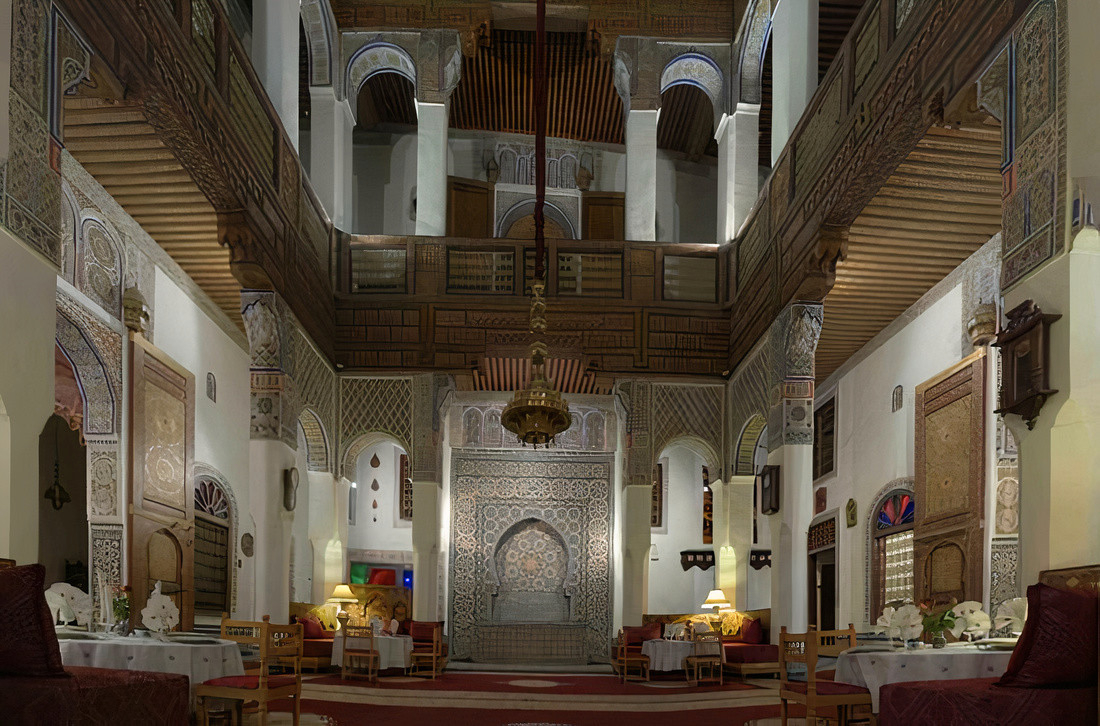
Restaurant Palais Lahlou à Fès, ancien riad converti en restaurant

Les Lahlou, comme de nombreuses autres familles de Fès, étaient une famille de marchands ou érudits, habitants l'ancienne médina de la ville, certainement concentrés à Fès el-Bali ou Fès el-Jedid, plusieurs branches de la familles étaient déjà distinctes au XIXe siècle. Vers la fin du XIXe siècle et début du XXe siècle, la plupart des membres de la familles migrèrent vers Casablanca et Rabat qui devinrent respectivement la capitale économique et la capitale politique du Maroc, on les retrouvait principalement au sein des anciennes médinas des deux villes, où ils continuèrent de travailler surtout en tant que commerçants. Aujourd'hui, les Lahlou sont l'une des familles les plus nombreuses du Maroc, concentrés principalement à Casablanca et Rabat, ils sont aujourd'hui encore très présents dans la haute administration comme dans le monde de l'entreprise.
Ancien palais de Hadj Driss Lahlou converti en Hôtel

## CertainsLahloucélèbres

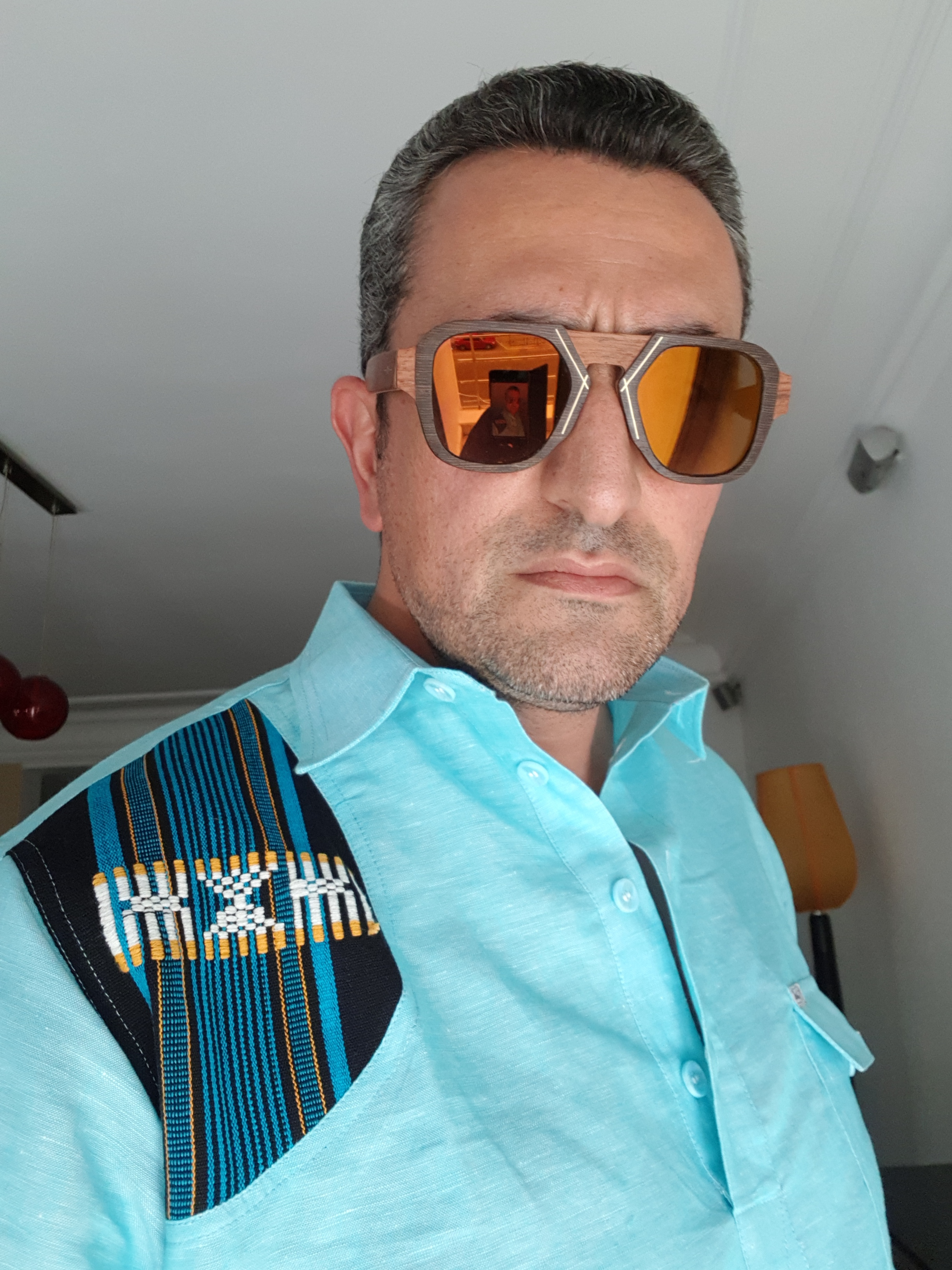
Hicham Lahlou, designer marocain

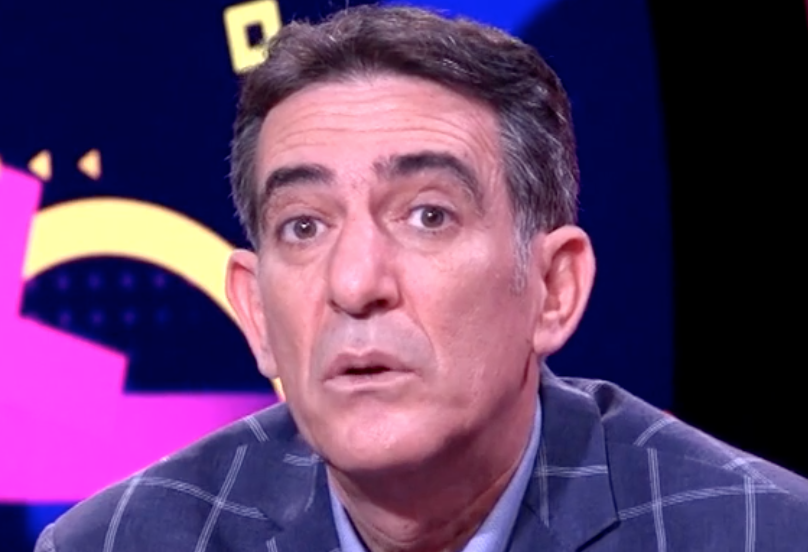
Nouamane Lahlou en 2019

- Hicham Lahlou, célèbre designer et architecte marocain[7], fondateur de la Africa Design Organization[8].
- Mehdi-Georges Lahlou, plasticien franco-marocain
- M’fadel Lahlou, ministre marocain
- Nouamane Lahlou, artiste marocain[9]
- Raphaël Lahlou, écrivain et historien Corse
- Saadi Lahlou, professeur de psychologie sociale dans le département de sciences psychologiques et comportementales de la London School of Economics[10]
- Youssef Lahlou, styliste et designer marocain
- Fadel Lahlou, musicien internationale, auteur et compositeur de musique éléctronique
- Charles hélou, président du Liban
- Yahya Lahlou, rabbin
- Leila Lahlou, écrivaine
- Najib Lahlou, écrivain [11]